# Nagorszk
Nagorszk (oroszul: Нагорск) városi jellegű település Oroszország Kirovi területén, a Nagorszki járás székhelye.	
Lakossága: 4903 fő (a 2010. évi népszámláláskor).

## Fekvése
A Kirovi terület északkeleti részén, Kirov területi székhelytől közúton 130 km-re, a Vjatka jobb partján, a Kobra torkolata közelében terül el. A legközelebbi vasútállomás a 90 km-re fekvő Szlobodszkojban van.

## Története
Írott források először az 1585-ös évvel kapcsolatban említik. Neve kezdetben egyszerűen Gori ('hegyek'), a temploma felépítése után Rozsgyesztvenszkoje, a 19. század végétől Nagorszkoje, a 20. század eleje óta Nagorszk.
A településen 1903-ban kórházat létesítettek, 1933-ban középiskolát alapítottak. Nagorszk 1935-ben lett az akkor megalakított azonos nevű járás székhelye. 1965-ben az addigi falut városi jellegű településsé nyilvánították.